# Liste de jeux Xbox One
La liste de jeux Xbox One répertorie les jeux vidéo disponibles sur la console Xbox One, distribués par des professionnels, sur le circuit commercial traditionnel, toutes régions confondues.
Remarques :
- Certains des jeux nommés ci-dessous sont encore en développement et peuvent donc changer de nom ou être annulés ;
- Par souci de cohérence avec le reste de Wikipédia en français, il est utile de mettre les appellations françaises si le jeu possède un titre francophone ;
- Cette liste répertorie uniquement des jeux distribués sur le circuit commercial traditionnel, c'est-à-dire en version physique.
- Les exclusivités Microsoft et Xbox One sont désignées avec le marquage (Exclu)

- Haut – A
- B
- C
- D
- E
- F
- G
- H
- I
- J
- K
- L
- M
- N
- O
- P
- Q
- R
- S
- T
- U
- V
- W
- X
- Y
- Z

## 0-9
- #IDARB (Exclu)
- #KILLALLZOMBIES
- #WarGames
- 'n Verlore Verstand
- 9 Monkeys of Shaolin
- 10 Second Ninja X
- 101 Ways To Die
- 1001 Spikes
- 10tons Action Puzzle Bundle
- 10tons Adventure Puzzles Bundle
- 10tons Cyberpunk Bundle
- 11-11 Memories Retold
- 140
- 1979 Revolution: Black Friday
- 2064: Read Only Memories
- 20XX
- 2Dark
- 3on3 FreeStyle
- 6180 the moon
- 7 Days to Die
- 8 To Glory - Le Jeu Officiel du PBR
- 8-Bit Armies
- 88 Heroes

## A
- Ark: Survival Evolved
- A Boy and His Blob
- A Hat in Time
- A King's Tale: Final Fantasy XV
- A Pixel Story
- A Plague Tale: Innocence
- A Walk in the Dark (Exclu)
- A Way Out
- Aaero
- Aaru's Awakening
- Abo Khashem
- ABZU
- ACA NEOGEO 3 COUNT BOUT
- ACA NEOGEO AERO FIGHTERS 3
- ACA NEOGEO AGGRESSORS OF DARK KOMBAT
- ACA NEOGEO ART OF FIGHTING 3
- ACA NEOGEO BASEBALL STARS PROFESSIONAL
- ACA NEOGEO BLAZING STAR
- ACA NEOGEO CROSSED SWORDS
- ACA NEOGEO CYBER-LIP
- ACA NEOGEO FOOTBALL FRENZY
- ACA NEOGEO GAROU: MARK OF THE WOLVES
- ACA NEOGEO GHOST PILOTS
- ACA NEOGEO Gururin
- ACA NEOGEO KING OF THE MONSTERS 2
- ACA NEOGEO LEAGUE BOWLING
- ACA NEOGEO MAGICAL DROP III
- ACA NEOGEO METAL SLUG 3
- ACA NEOGEO METAL SLUG 4
- ACA NEOGEO METAL SLUG 5
- ACA NEOGEO Money Puzzle Exchanger
- ACA NEOGEO NEOGEO CUP '98: THE ROAD TO THE VICTORY
- ACA NEOGEO NINJA COMBAT
- ACA NEOGEO NINJA COMMANDO
- ACA NEOGEO PLEASURE GOAL: 5 ON 5 MINI SOCCER
- ACA NEOGEO PREHISTORIC ISLE 2
- ACA NEOGEO PUZZLE BOBBLE
- ACA NEOGEO REAL BOUT FATAL FURY 2
- ACA NEOGEO REAL BOUT FATAL FURY SPECIAL
- ACA NEOGEO RIDING HERO
- ACA NEOGEO SAMURAI SHODOWN IV
- ACA NEOGEO SAMURAI SHODOWN V
- ACA NEOGEO SAVAGE REIGN
- ACA NEOGEO SENGOKU 3
- ACA NEOGEO SHOCK TROOPERS 2nd Squad
- ACA NEOGEO SOCCER BRAWL
- ACA NEOGEO STAKES WINNER
- ACA NEOGEO STAKES WINNER 2
- ACA NEOGEO STRIKERS 1945 PLUS
- ACA NEOGEO SUPER SIDEKICKS 2
- ACA NEOGEO SUPER SIDEKICKS 3 : THE NEXT GLORY
- ACA NEOGEO THE KING OF FIGHTERS '98
- ACA NEOGEO THE KING OF FIGHTERS '99
- ACA NEOGEO THE KING OF FIGHTERS 2000
- ACA NEOGEO THE KING OF FIGHTERS 2001
- ACA NEOGEO THE LAST BLADE 2
- ACA NEOGEO THE SUPER SPY
- ACA NEOGEO THRASH RALLY
- ACA NEOGEO TOP HUNTER RODDY & CATHY
- ACA NEOGEO TOP PLAYERS GOLF
- ACA NEOGEO TWINKLE STAR SPRITES
- ACA NEOGEO WAKU WAKU 7
- ACA NEOGEO WORLD HEROES 2 JET
- ACA NEOGEO ZUPAPA!
- Ace Combat 7: Skies Unknown
- Aces of the Luftwaffe - Squadron
- Achtung! Cthulhu Tactics
- Acorn Assault: Rodent Revolution (Exclu)
- Action Henk
- Active Soccer 2 DX
- ADIOS Amigos (Exclu)
- ADR1FT
- Adventure Time : Les pirates de la terre de Ooo
- Adventures of Pip
- AFL Evolution
- AFL Evolution Plus Season Pack 2018
- AFL Evolution 2
- Agatha Christie - The ABC Murders
- Adam's Venture: Origins
- Adventure Time : Les Pirates De La Terre De Ooo
- AereA
- AirMech Arena
- Airport Simulator 2019
- Agents of Mayhem
- Agony
- Aladin and the Lion King
- Alex Kidd in Miracle World DX
- Alien: Isolation
- Ancestors Legacy
- Angry Birds Star Wars
- Anima: Gate of Memories
- Another World: 20th Anniversary Edition
- Anthem
- A.O.T.: Wings of Freedom
- A.O.T. 2
- Apex Legends
- Arslan: The Warriors of Legend
- Ashen (Exclu)
- Assassin's Creed III Remastered
- Assassin's Creed IV Black Flag
- Assassin's Creed Chronicles: China
- Assassin's Creed Odyssey
- Assassin's Creed Origins
- Assassin's Creed Rogue Remaster
- Assassin's Creed Syndicate
- Assassin's Creed Unity
- Assassin's Creed Valhalla
- Assetto Corsa
- Astérix & Obélix XXL 2
- Astérix & Obélix XXL 3 : Le Menhir de cristal
- Atomic Heart
- ATV Renegades
- Aven Colony

## B
- Badland - Game of the Year Edition
- Baldo
- Battletoads (Exclu)
- Batman: Arkham Knight
- Batman: The Telltale Series
- Battleborn
- Battle Chasers: Nightwar
- Battlefield 1
- Battlefield 2042
- Battlefield 4
- Battlefield: Hardline
- Battlefield V
- Beyond Good and Evil 2
- Beach Buggy Racing
- Below (Exclu)
- Ben 10
- Beast Quest
- Black Book
- Black Mirror
- Black Desert Online
- Bladestorm: Nightmare
- Blair Witch
- BlazBlue: Chrono Phantasma Extend
- Bleeding Edge (Exclu)
- Blood Bowl 2
- Bloodstained: Ritual of the Night
- Blue Estate
- Borderlands 2
- Borderlands: The Pre-Sequel
- Borderlands: The Handsome Collection
- Borderlands 3
- Brothers: A Tale of Two Sons

## C
- Cabela's African Adventures
- Call of Duty: Advanced Warfare
- Call of Duty: Black Ops II
- Call of Duty: Black Ops III
- Call of Duty: Black Ops IIII
- Call of Duty: Black Ops Cold War
- Call of Duty: Ghosts
- Call of Duty: Infinite Warfare
- Call of Duty: Modern Warfare
- Call of Duty: Modern Warfare II
- Call of Duty: Vanguard
- Call of Duty: WWII
- CastleStorm: Definitive Edition
- Carrion
- Carmageddon: Reincarnation
- Cars 3 : Course vers la victoire
- Cities: Skylines - Xbox One Edition (Exclu)
- Chaos Child
- Chariot
- Child of Light
- Choo-Choo Charles
- Clash: Artifacts of Chaos
- Code Vein
- Constructor HD
- Contrast
- Costume Quest 2
- Crackdown 3 (Exclu)
- Crash Bandicoot: N. Sane Trilogy
- Crash Team Racing: Nitro-Fueled
- Crimson Dragon (Exclu)
- Crossout
- Cuphead
- Cyberpunk 2077

## D
- Dance Central: Spotlight (Exclu)
- Dark Souls II: Scholar of the First Sin
- Dark Souls III
- Darksiders : Warmastered Edition
- Darksiders II
- Darksiders III
- DC Universe Online
- Dead by Daylight
- Dead Alliance
- Dead Island 2
- Dead Island: Definitive Edition
- Dead Island Retro Revenge
- Dead Island: Riptide Definitive Edition
- Dead or Alive 5 Last Round
- Dead Rising 3 (Exclu)
- Dead Rising 4
- Deformeurs
- Destiny
- Destiny 2
- Deus Ex: Mankind Divided
- Diablo III: Ultimate Evil Edition
- Diablo III: Reaper of Souls
- Diablo IV
- Dishonored
- Dishonored 2
- Dishonored : La Mort de l'Outsider
- Disney Fantasia : Le Pouvoir du Son (Exclu)
- Disney Infinity: Marvel Super Heroes
- Disney Infinity 3.0
- Dive Kick
- Divinity: Original Sin Enhanced Edition
- Divinity: Original Sin II Definitive Edition
- DmC Devil May Cry: Definitive Edition
- Devil May Cry HD Collection
- Devil May Cry 5
- Doom
- Doom Eternal
- Don Bradman Cricket
- Don't Starve Mega Pack
- Dragon Age: Inquisition
- Dragon Ball Fighter Z
- Dragon Ball Xenoverse
- Dragon Ball Xenoverse 2
- Dragon Ball Z Kakarot
- Dreamfall Chapters
- Dredge
- Duck Dinasty
- Duke Nukem 3D -world tour 20th Anniversary
- Dying Light
- Dying Light 2 Stay Human
- Dynasty Warriors 8: Empires
- D4 (Exclu)

## E
- EA Sports UFC
- EA Sports UFC 2
- EA Sports UFC 3
- Elex
- Elden Ring
- Elite: Dangerous
- Elite: Dangerous Horizons
- Evolve

## F
- F1 2015
- F1 2016
- F1 2017
- F1 2018
- Fallout 4
- Fallout 76
- Far Cry 3
- Far Cry 4
- Far Cry 5
- Far Cry 6
- Far Cry: New Dawn
- Far Cry Primal
- Farming Simulator 15
- Farming Simulator 17
- Farming Simulator 19
- Farming Simulator 22
- Fe
- FIFA 14
- FIFA 15
- FIFA 16
- FIFA 17
- FIFA 18
- FIFA 19
- FIFA 20
- FIFA 21
- FIFA 22
- FIFA 23
- Fighter Within (Exclu)
- Final Fantasy Type-0 HD
- Final Fantasy XV
- Final Fantasy XV Pocket Edition
- Firewatch
- Flashback Classics volume 1
- Flashback Classics volume 2
- FlatOut 4: Total Insanity
- Flinthook
- Flight Simulator (Exclu)
- Flockers
- Flying Tigers: Shadows Over China
- For Honor
- Fort Boyard
- Fortnite
- Forza Horizon 2 (Exclu)
- Forza Horizon 2 Presents Fast & Furious (Exclu)
- Forza Horizon 3 (Exclu)
- Forza Horizon 4 (Exclu)
- Forza Horizon 5 (Exclu)
- Forza Motorsport 5 (Exclu)
- Forza Motorsport 6 (Exclu)
- Forza Motorsport 7 (Exclu)
- Friday the 13th
- Fruit Ninja Kinect 2 (Exclu)
- Funk of Titans

## G
- Game of Thrones
- Gears of War 4 (Exclu)
- Gears 5 (Exclu)
- Gears of War: Ultimate Edition (Exclu)
- Generation Zero
- Geometry Wars 3: Dimensions
- Ghostrunner
- Giana Sisters: Twisted Dreams
- Gigantic (Exclu)
- Goat Simulator
- Grand Theft Auto V
- Grand Theft Auto: The Trilogy – The Definitive Edition
- Greedfall
- Grow a Garden
- Guacamelee! Super Turbo Champion Edition
- Guitar Hero Live

## H
- Halo 4
- Halo 5: Guardians (Exclu)
- Halo Infinite
- Halo: Spartan Assault (Exclu)
- Halo: The Master Chief Collection (Exclu)
- Halo Wars: Definitive Edition (Exclu)
- Halo Wars 2 (Exclu)
- Hand of Fate
- Happy Wars (Exclu)
- Has-Been Heroes
- Hellblade: Senua's Sacrifice
- Hellraid
- Hitman
- Hitman 2
- Hitman 3
- Homefront: The Revolution
- Home Sweet Home
- Hotel Transylvanie 3
- Hotshot Racing
- How to Survive: Storm Warning Edition
- Human Element
- Hunt: Horrors of the Gilded Age (Exclu)
- Hyper Light Drifter
- Hyper Scape

## I
- Infernax
- Infinity Runner
- Injustice : Les dieux sont parmi nous
- Injustice 2
- Insurgency: Sandstorm
- Island Saver

## J
- Jet Car Stunts
- Jurassic World Evolution
- Jurassic World Evolution 2
- Just Cause 3
- Just Cause 4
- Just Dance 2014
- Just Dance 2015
- Just Dance 2016
- Just Dance 2017
- Just Dance 2018
- Just Dance 2019
- Just Dance 2020
- Jump Force

## K
- Kalimba
- Kentucky Route Zero: TV Edition
- Kerbal Space Program
- Kerbal Space Program 2
- KingBeat: Special Edition
- Killer Instinct Combo Breaker Pack (Exclu)
- Kinect Sports Rivals (Exclu)
- King's Quest
- Kingdom Come: Deliverance
- Kingdom Hearts 3
- Kronos

## L
- L.A. Noire
- LA Cops
- La Grande Aventure Lego, le jeu vidéo
- La Terre du Milieu : L'Ombre du Mordor
- Lara Croft and the Temple of Osiris
- Lego Batman 3 : Au-delà de Gotham
- Lego City Undercover
- Lego Dimensions
- Lego Jurassic World
- Lego Le Hobbit
- Lego Marvel Super Heroes
- Lego Marvel Super Heroes 2
- Lego Marvel's Avengers
- Lego Star Wars : Le Réveil de la Force
- Lego Worlds
- Les Chevaliers de Baphomet : La Malédiction du serpent
- Guardians of the Galaxy: The Telltale Series
- Les Lapins Crétins Invasion : La Série Télé Interactive
- Les Sims 4
- Lies of Astaroth (Exclu)
- Life Is Strange
- Life is Strange 2
- Life Is Strange: Before the Storm
- Lifeless Planet
- Little Nightmares
- Little Nightmares 2
- Limbo
- LocoCycle (Exclu)
- Lords of the Fallen
- Lords of the Fallen 2

## M
- Mad Max
- Madden NFL 15
- Madden NFL 16
- Madden NFL 17
- Madden NFL 18
- Madden NFL 20
- Madden NFL 25
- Mafia 3
- Martha Is Dead
- Marvel vs. Capcom: Infinite
- Marvel Pinball epic collection Vol.1
- Mass Effect: Andromeda
- Mass Effect Trilogy
- Massive Chalice
- MechWarrior 5: Mercenaries
- Mega Coin Squad
- Megadrive Classic
- Metal Gear Solid V: Ground Zeroes
- Metal Gear Solid V: The Phantom Pain
- Metro 2033
- Metro Exodus
- Metro: Last Light
- Metro: Redux
- Mighty No. 9
- Minecraft
- Minecraft: Story Mode
- Mirror's Edge Catalyst
- MLB The Show 21
- MLB The Show 22
- Monopoly
- Monster Hunter: World
- Mordheim: City of the Damned
- Mortal Kombat X
- Mortal Kombat XL
- Mortal Kombat 11
- MotoGP 15
- MotoGP 17
- Moto Racer 4
- MouseCraft
- MudRunner American Wilds
- Murdered: Soul Suspect
- MXGP 3
- My Hero One's Justice
- My Hero One's Justice 2

## N
- Naruto Shippūden: Ultimate Ninja Storm 4
- Naruto to Boruto: Shinobi Striker
- NBA 2K14
- NBA 2K15
- NBA 2K16
- NBA 2K17
- NBA 2K18
- NBA 2K19
- NBA 2K20
- NBA 2K21
- NBA 2K22
- NBA Live 14
- NBA Live 15
- NBA Live 16
- NBA Live 18
- NBA Live 19
- NBA Live 20
- Need for Speed
- Need for Speed Payback
- Need for Speed: Rivals
- Nero
- Neverwinter
- NHL 15
- NHL 16
- NHL 17
- NHL 18
- NHL 19
- NHL 20
- Nickelodeon Kart Racers
- Nine Parchments
- No Man's Sky
- Nutjitsu

## O
- Observer
- Okami HD
- One Piece: Burning Blood
- One Piece: World Seeker
- Ori and the Blind Forest
- Ori and the Will of the Wisps (Exclu)
- Outer Wilds
- Outlast
- Outlast 2
- Overwatch
- Overwatch 2

## P
- Paladins
- Palworld
- Path of Exile
- Payday 2: Crimewave Edition
- Peggle 2
- Praey for the Gods
- Prey
- Pro Evolution Soccer 2015
- Pro Evolution Soccer 2016
- Pro Evolution Soccer 2017
- Pro Evolution Soccer 2018
- Pro Evolution Soccer 2019
- EFootball Pro Evolution Soccer 2020
- PGA Tour 2015
- Phantom Dust (Exclu)
- Phoenix Point (Exclu)
- Pier Solar and the Great Architects
- Pinball Arcrade
- Pinball FX 2
- Plague Inc.
- Plants vs. Zombies: Garden Warfare
- Plants vs. Zombies: Garden Warfare 2
- PlayerUnknown's Battlegrounds
- Pneuma: Breath of Life
- Pool Nation FX
- Portal Knights
- Powerstar Golf (Exclu)
- Professional Farmer 2017
- Project CARS
- Project CARS 2
- Project Root
- Project Spark (Exclu)
- Prototype
- Prototype 2
- Psycho Break
- Psycho-Pass: Mandatory Happiness
- Pure Farming 2018
- Pure Pool

## Q
- Quantum Break (Exclu)
- Q.U.B.E. 2

## R
- Rad Rodgers
- Rage 2
- Rare Replay (Exclu)
- Rayman Legends
- RBI Baseball 14
- RBI Baseball 15
- RBI Baseball 16
- Real Farm
- ReCore (Exclu)
- Red Dead Redemption: Game of the Year Edition
- Red Dead Redemption 2
- Redout
- Red Faction: Guerrilla
- Resident Evil 2
- Resident Evil 3
- Resident Evil 7: Biohazard
- Resident Evil: Revelations 2
- Resident Evil Village
- Resident Evil Zero HD Remaster
- Retour vers le futur, le jeu
- RIDE
- Rime
- Riptide GP 2
- Rise of the Tomb Raider
- Risk
- ROBLOX
- Rock Band 4
- Rocket League
- Rocksmith 2014
- Rogue Legacy
- Rogue Stormers
- Roundabout
- Rugby 15
- Ryse: Son of Rome (Exclu)

## S
- Saints Row: Gat out of Hell
- Saints Row IV: Re-Elected
- Samurai Shodown
- ScreamRide (Exclu)
- Scalebound (Exclu)
- Sea of Thieves (Exclu)
- Sébastien Loeb Rally Evo
- Shadow Warrior
- Shadow Warrior 2
- Shantae: Half-Genie Hero
- Shape Up (Exclu)
- Sherlock Holmes : Crimes et Châtiments
- Sherlock Holmes: The Devil’s Daughter
- Shenmue I & II
- Shiftlings
- Sine Mora EX
- Skul: The Hero Slayer
- Skull Island: Rise of Kong
- Skylanders: Imaginators
- Skylanders: SuperChargers
- Skylanders: Swap Force
- Skylanders: Trap Team
- Sleeping Dogs: Definitive Edition
- Slender: The Arrival
- Slice Zombies for Kinect (Exclu)
- Slime Rancher
- Smite
- Sniper Elite III
- Sniper: Ghost Warrior 3
- Soldats Inconnus : Mémoires de la Grande Guerre
- Sonic Forces
- Sonic Generations
- Sonic Mania
- Sonic Mania Plus
- Song of the Deep
- Sorry We're Closed
- SoulCalibur VI
- South Park : L'Annale du destin
- Space Hulk: Deathwing
- Space Hulk: Tactics
- Sparkle Unleashed
- Spectra
- Speed Runner
- Spy Chameleon
- Spyro Reignited Trilogy
- Stardew Valley
- Star Wars: Battlefront
- Star Wars: Battlefront II
- State of Decay: Year One Survival Edition (Exclu)
- State of Decay 2 (Exclu)
- Stealth Inc.2: A Game of Clones
- Stick It to the Man!
- Street Fighter 30th Anniversary Collection
- Streets of Rage 4
- Strider
- Strike Suit Zero: Director's Cut
- Styx: Master of Shadows
- Styx: Shards of Darkness
- Sunset Overdrive (Exclu)
- Super Bomberman R - Shiny Edition
- Super Dungeon Bros
- Super Lucky Tales (Exclu)
- Super Time Force
- Surf World Series
- Syberia III
- Shadow of the Tomb Raider

## T
- Tales from the Borderlands
- "Tales of Arise"
- Team Sonic Racing
- Tekken 7
- Terraria
- Tetris Ultimate
- Tempest 4000
- The Amazing Spider-Man 2
- The Book of Unwritten Tales 2
- The Crew
- The Crew 2
- The Darwin Project (Exclu)
- The Elder Scrolls V: Skyrim
- The Elder Scrolls Online
- The Elder Scrolls Online: Morrowind
- The Elder Scrolls Online: Tamriel Unlimited
- The Escapists
- The Escapists 2
- The Escapists: The Walking Dead Edition
- The Evil Within
- The Evil Within 2
- The Falconeer
- The Golf Club
- The Legend of Korra
- The Outer Worlds
- The Swapper
- The Surge
- The Surge 2
- The Technomancer
- The Walking Dead : Saison 1
- The Walking Dead : Saison 2
- The Walking Dead: Michonne
- The Walking Dead: A New Frontier
- The Walking Dead : L'Ultime Saison
- The Witcher 3: Wild Hunt
- The Wolf Among Us
- Thief
- Thomas Was Alone
- Threes!
- This Is the Police
- This War For Mine
- Titanfall (Exclu)
- Titanfall 2
- Tokyo 42
- Tom Clancy's Ghost Recon Wildlands
- Tom Clancy's Ghost Recon Breakpoint
- Tom Clancy's Rainbow Six: Extraction
- Tom Clancy's Rainbow Six: Siege
- Tom Clancy's The Division
- Tom Clancy's The Division 2
- Tomb Raider: The Definitive Edition
- Tony Hawk's Pro Skater 1 + 2
- Tony Hawk's Pro Skater 5
- Torment
- Toro
- Tour de France 2015
- Tour de France 2016
- Tour de France 2017
- Tower of Guns  special edition
- Toy Soldiers: War Chest
- TrackMania Turbo
- Transformers: Devastation
- Transformers: The Dark Spark
- Trials Fusion
- Trials Rising
- Trine 4: The Nightmare Prince
- Trivial Pursuit Live!
- Tropico 5
- Tropico 6
- Truck Driver
- TurnOn (Exclu)
- Twin Mirror
- Two Point Hospital

## U
- Ultimate Marvel vs. Capcom 3
- Ultratron
- Ultra Street Fighter IV
- Unmechanical: Extented
- Unravel

## V
- Valentino Rossi: The Game
- Valkyria Revolution
- Vampyr
- Velocity 2X
- Vendredi 13
- Vikings: Wolves of Midgard
- Voice Commander (Exclu)
- Void Bastards (Exclu)
- Volgarr the Viking

## W
- Warframe
- Warriors Orochi 3 Ultimate
- War Thunder
- Watch Dogs
- Watch Dogs 2
- Watch Dogs Legion
- We are Doomed
- White Night
- Wolfenstein: The New Order
- Wolfenstein: The Old Blood
- Wolfenstein II: The New Colossus
- Wolfenstein: Youngblood
- World of Tanks
- World to the West
- Worms Battlegrounds
- Worms W.M.D
- WRC 5
- Wreckfest: Drive Hard. Die Last.
- WWE 2K15
- WWE 2K16
- WWE 2K17
- WWE 2K18
- WWE 2K19
- WWE 2K20
- WWE 2K Battlegrounds
- WWE 2K22

## X
- Xbox Fitness (Exclu)

## Y
- Yooka-Laylee
- Yooka-Laylee and the Impossible Lair
- Yoku's Island Express

## Z
- Ziggurat
- Zombi
- Zombie Army Trilogy
- Zombie Driver Ultimate Edition (Exclu)
- Zoo Tycoon (Exclu)
- Zumba Fitness: World Party

- Haut – A
- B
- C
- D
- E
- F
- G
- H
- I
- J
- K
- L
- M
- N
- O
- P
- Q
- R
- S
- T
- U
- V
- W
- X
- Y
- Z